# ۱۲۶۲ (قمری)
۱۲۶۲ (قمری)، هزار و دویست و شصت و دومین سال در گاهشماری هجری قمری است. اول محرم این سال برابر با سی‌ام دسامبر سال ۱۸۴۵ میلادی است.

## درگذشتگان
- رجب - وصال شیرازی شاعر و ادیب شیرازی
- ۱۷ شعبان - ابوالحسن خان شیرازی سیاستمدار و از رجال اوایل دوره قاجاریه در ایران.

## وابسته
- مرتضی انصاری